# Accent (musik)
 Denne artikel omhandler accenter i musik. For andre betydninger af Accent, se Accent.
I musikalske termer er en accent fremhævelsen af en tone eller et slag i musikken. Fremhævelsen kan være dynamisk (kortvarig forøgelse af lydstyrken) eller tidsmæssig.
En accent angives ved et tegn over den node der ønskes fremhævet.

## Typer af accenter
De nævnte accenttyper svarer til de fem accenter der kan ses på illustrationen øverst.
| Navn          | Symbol                 | Udførelse                    |
| ------------- | ---------------------- | ---------------------------- |
| Staccato      | Prik                   | Tydeligt adskilte toner      |
| Staccatissimo | Lodret streg ell. kile | Overdrevent adskilte toner   |
| Kort accent   | ^ "Hat" (omvendt v)    | Kraftig fremhævelse af tonen |
| Accent        | > (større end-tegn)    | Fremhævelse af tonen         |
| Tenuto        | Vandret streg          | Udholdt, let adskilt         |

| Musik | Spire Denne musikartikel er en spire som bør udbygges. Du er velkommen til at hjælpe Wikipedia ved at udvide den. |